# Epirhyssa alternata
Epirhyssa alternata är en stekelart som beskrevs av Cresson 1865. Epirhyssa alternata ingår i släktet Epirhyssa och familjen brokparasitsteklar. Inga underarter finns listade i Catalogue of Life.